# Somerville (månkrater)
För andra betydelser, se Somerville.
Somerville är en nedslagskrater på månen, öster om Langrenus-kratern. Somerville har fått sitt namn efter astronomen och matematikern Mary Somerville.